# Тактагуловська сільська рада
Тактагу́ловська сільська рада (рос. Тактагуловский сельский совет) — муніципальне утворення у складі Бакалинського району Башкортостану, Росія. Адміністративний центр — село Тактагулово.

## Населення
Населення — 405 осіб (2019, 581 у 2010, 676 у 2002).

## Склад
До складу поселення входять такі населені пункти:
| Населений пункт          | Населення, осіб (2002) | Населення, осіб (2010) |
| ------------------------ | ---------------------- | ---------------------- |
| Гурдибашево, присілок    | 137                    | 105                    |
| Кандалакбашево, присілок | 80                     | 67                     |
| Тактагулово, село        | 459                    | 409                    |